# Aspidistra larutensis
Aspidistra larutensis là một loài thực vật có hoa trong họ Măng tây. Loài này được W.J.de Wilde & A.Vogel mô tả khoa học đầu tiên năm 2005.